# Chalagnac
Chalagnac est une commune française située dans le département de la Dordogne, en région Nouvelle-Aquitaine.

## Géographie

### Généralités
Incluse dans l'aire d'attraction de Périgueux, la commune de Chalagnac se situe au centre du département de la Dordogne, dans la partie sud-ouest du Périgord central.
Le territoire communal est desservi par la route nationale 21 et par la route départementale (RD) 44.
Le petit bourg de Chalagnac se trouve sur les hauteurs entre les vallées du Serre et du ruisseau de Chantebrune, 200 mètres au sud de la RD 44. Il se situe, en distances orthodromiques, huit kilomètres au nord-nord-ouest de Vergt et onze kilomètres au sud-sud-ouest de Périgueux.
Entre Sanilhac et Creyssensac-et-Pissot, le sentier de grande randonnée GR 654 traverse le territoire communal du nord au sud sur près de quatre kilomètres.

### Communes limitrophes
Chalagnac est limitrophe de six autres communes.
| Coursac               |           | Sanilhac              |
| Saint-Paul-de-Serre   | Chalagnac | Église-Neuve-de-Vergt |
| Creyssensac-et-Pissot |           | Vergt                 |

### Géologie et relief

#### Géologie
Situé sur la plaque nord du Bassin aquitain et bordé à son extrémité nord-est par une frange du Massif central, le département de la Dordogne présente une grande diversité géologique. Les terrains sont disposés en profondeur en strates régulières, témoins d'une sédimentation sur cette ancienne plate-forme marine. Le département peut ainsi être découpé sur le plan géologique en quatre gradins différenciés selon leur âge géologique. Chalagnac est située dans le troisième gradin à partir du nord-est, un plateau formé de calcaires hétérogènes du Crétacé.
Les couches affleurantes sur le territoire communal sont constituées de formations superficielles du Quaternaire et de roches sédimentaires datant pour certaines du Cénozoïque, et pour d'autres du Mésozoïque. La formation la plus ancienne, notée c5b, date du Campanien 2, des calcaires crayo-marneux blanchâtres à grosses silicifications grises en alternance dures et tendres puis calcaire crayeux à glauconie. La formation la plus récente, notée CFvs, fait partie des formations superficielles de type colluvions carbonatées de vallons secs : sable limoneux à débris calcaires et argile sableuse à débris. Le descriptif de ces couches est détaillé dans  les feuilles « no 782 - Mussidan » et « no 783 - Thenon » de la carte géologique au 1/50 000 de la France métropolitaine, et leurs notices associées,.

Carte géologique de Chalagnac.

#### Relief et paysages

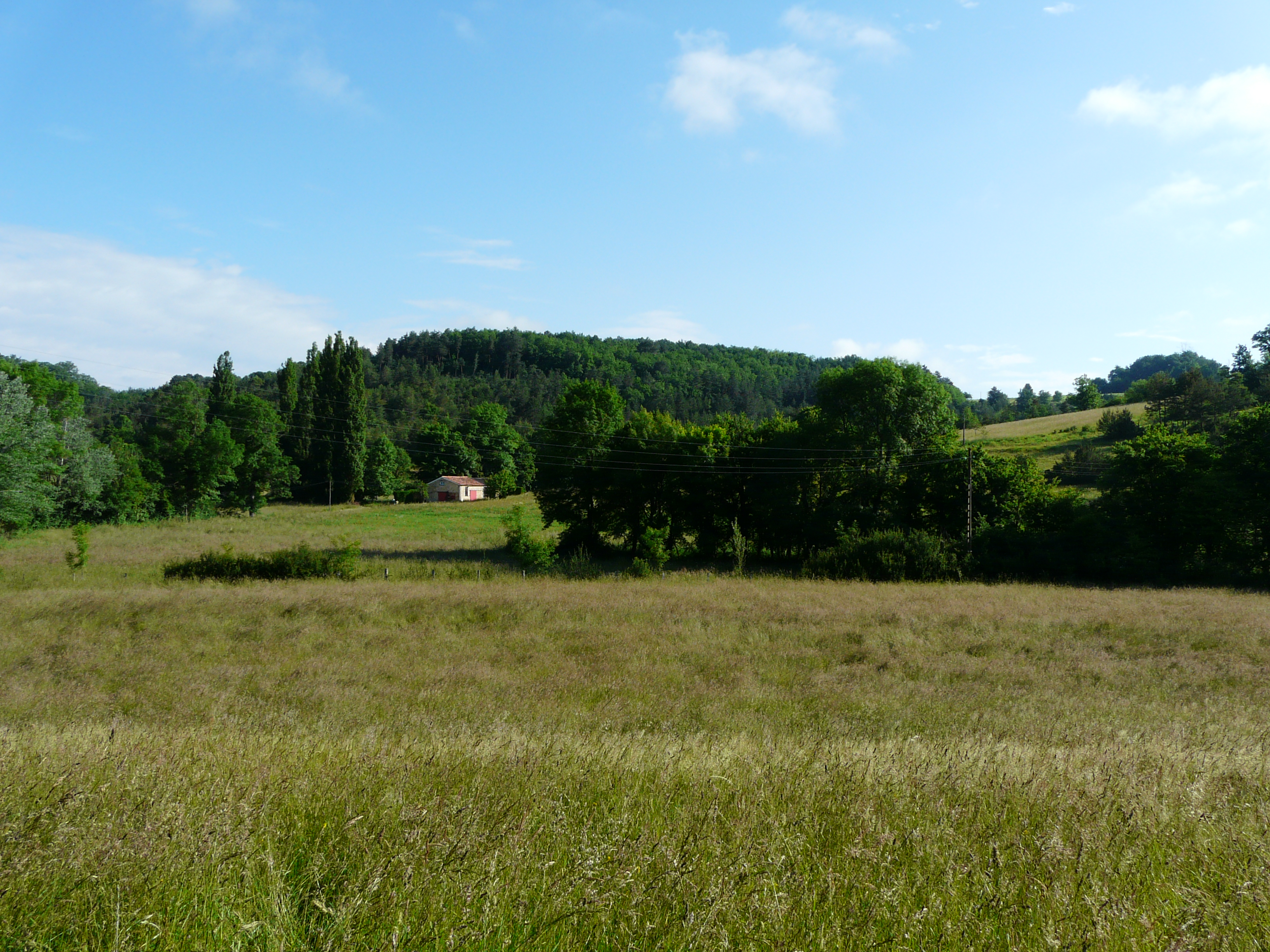
La vallée du Serre en limites de Creyssensac-et-Pissot au premier plan, et Chalagnac au-delà du rideau d'arbres dans la prairie.

Le département de la Dordogne se présente comme un vaste plateau incliné du nord-est (491 m, à la forêt de Vieillecour dans le Nontronnais, à Saint-Pierre-de-Frugie) au sud-ouest (2 m à Lamothe-Montravel). L'altitude du territoire communal varie quant à elle entre 124 m au sud-ouest, au nord du lieu-dit Chatenet, là où le Serre quitte la commune et entre sur celle de Saint-Paul-de-Serre, et 238 m au sud, au nord-ouest du lieu-dit les Quatre Routes, en limite de la commune de Creyssensac-et-Pissot.
Dans le cadre de la Convention européenne du paysage entrée en vigueur en France le 1er juillet 2006, renforcée par la loi du 8 août 2016 pour la reconquête de la biodiversité, de la nature et des paysages, un atlas des paysages de la Dordogne a été élaboré sous maîtrise d’ouvrage de l’État et publié en octobre 2020. Les paysages du département s'organisent en huit unités paysagères et 14 sous-unités. La commune fait partie du Périgord central, un paysage vallonné, aux horizons limités par de nombreux bois, plus ou moins denses, parsemés de prairies et de petits champs.
La superficie cadastrale de la commune publiée par l'Insee, qui sert de référence dans toutes les statistiques, est de 14,15 km2,,. La superficie géographique, issue de la BD Topo, composante du Référentiel à grande échelle produit par l'IGN, est quant à elle de 14,55 km2.

### Hydrographie

#### Réseau hydrographique

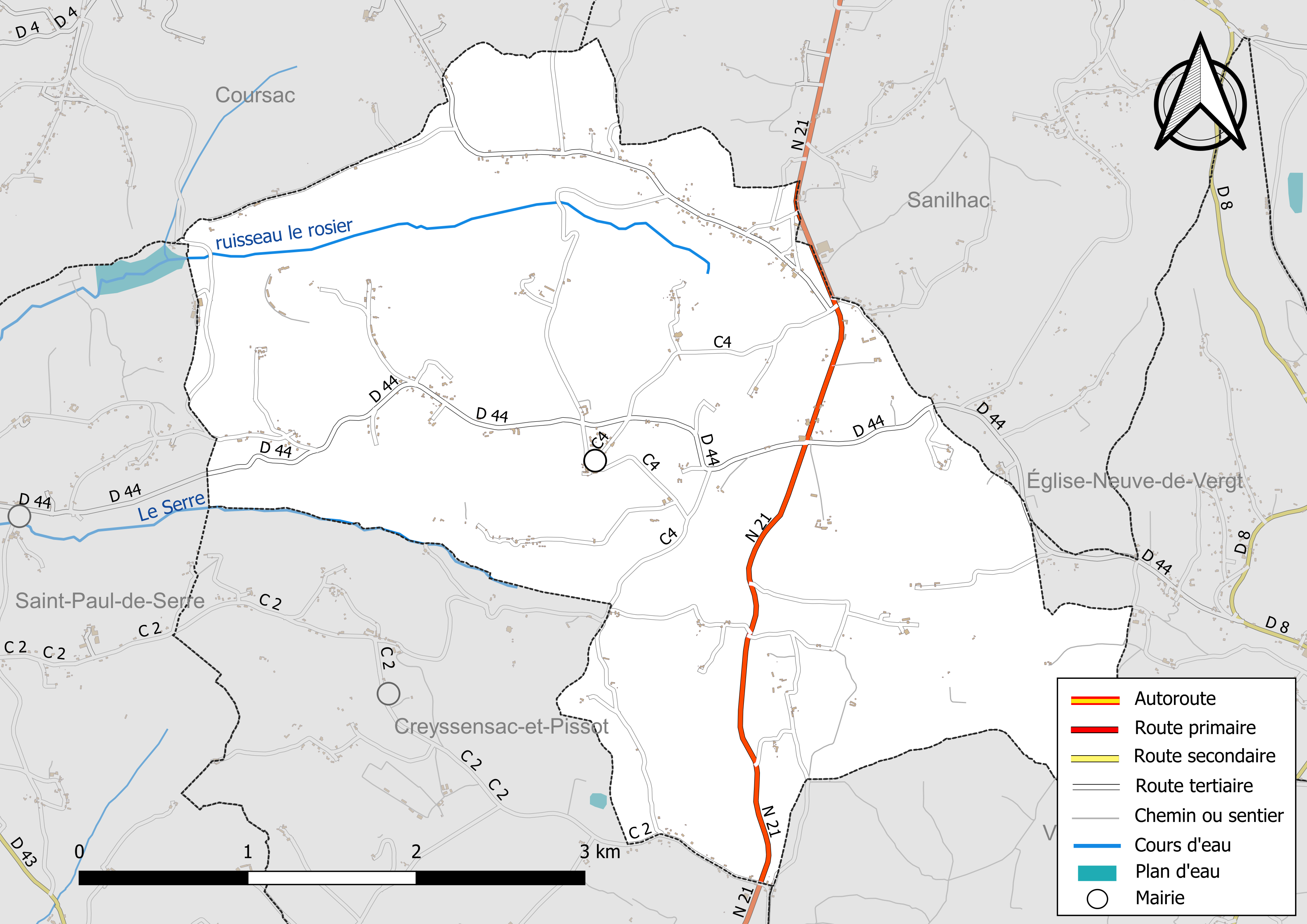
Réseaux hydrographique et routier de Chalagnac.

La commune est située dans le bassin de la Dordogne au sein du Bassin Adour-Garonne. Elle est drainée par le Serre et le Rosier (également appelé ruisseau de Chantebrune), qui constituent un réseau hydrographique de plus de 5 km de longueur totale,.
Affluent de rive droite du Vern, le Serre marque la limite communale au sud-ouest sur plus de deux kilomètres face à Creyssensac-et-Pissot.
Son affluent de rive droite le Rosier prend sa source dans le nord de la commune qu'il arrose en direction de l'ouest sur plus de trois kilomètres.

#### Gestion et qualité des eaux
Le territoire communal est couvert par le schéma d'aménagement et de gestion des eaux (SAGE) « Isle - Dronne ». Ce document de planification, dont le territoire regroupe les bassins versants de l'Isle et de la Dronne, d'une superficie de 7 500 km2, a été approuvé le 2 août 2021. La structure porteuse de l'élaboration et de la mise en œuvre est l'établissement public territorial de bassin de la Dordogne (EPIDOR). Il définit sur son territoire les objectifs généraux d’utilisation, de mise en valeur et de protection quantitative et qualitative des ressources en eau superficielle et souterraine, en respect des objectifs de qualité définis dans le troisième SDAGE  du Bassin Adour-Garonne qui couvre la période 2022-2027, approuvé le 10 mars 2022.
La qualité des eaux de baignade et des cours d’eau peut être consultée sur un site dédié géré par les agences de l’eau et l’Agence française pour la biodiversité.

### Climat
Pour des articles plus généraux, voir Climat de la Nouvelle-Aquitaine et Climat de la Dordogne.
En 2010, le climat de la commune est de type climat océanique altéré, selon une étude s'appuyant sur une série de données couvrant la période 1971-2000. En 2020, Météo-France publie une typologie des climats de la France métropolitaine dans laquelle la commune est toujours exposée à un climat océanique altéré et est dans la région climatique  Aquitaine, Gascogne, caractérisée par une pluviométrie abondante au printemps, modérée en automne, un faible ensoleillement au printemps, un été chaud (19,5 °C), des vents faibles, des brouillards fréquents en automne et en hiver et des orages fréquents en été (15 à 20 jours).
Pour la période 1971-2000, la température annuelle moyenne est de 12,1 °C, avec  une amplitude thermique annuelle de 14,8 °C. Le cumul annuel moyen de précipitations est de 964 mm, avec 12,4 jours de précipitations en janvier et 7,2 jours en juillet. Pour la période 1991-2020, la température moyenne annuelle observée sur la station météorologique la plus proche, située sur la commune de Coulounieix-Chamiers à 10 km à vol d'oiseau, est de 13,1 °C et le cumul annuel moyen de précipitations est de 912,2 mm,. Pour l'avenir, les paramètres climatiques de la commune estimés pour 2050 selon différents scénarios d’émission de gaz à effet de serre sont consultables sur un site dédié publié par Météo-France en novembre 2022.

## Urbanisme

### Typologie
Au 1er janvier 2024, Chalagnac est catégorisée commune rurale à habitat dispersé, selon la nouvelle grille communale de densité à 7 niveaux définie par l'Insee en 2022.
Elle est située hors unité urbaine. Par ailleurs la commune fait partie de l'aire d'attraction de Périgueux, dont elle est une commune de la couronne,. Cette aire, qui regroupe 49 communes, est catégorisée dans les aires de 50 000 à moins de 200 000 habitants,.

### Occupation des sols
L'occupation des sols de la commune, telle qu'elle ressort de la base de données européenne d’occupation biophysique des sols Corine Land Cover (CLC), est marquée par l'importance des forêts et milieux semi-naturels (50,9 % en 2018), en diminution par rapport à 1990 (53,2 %). La répartition détaillée en 2018 est la suivante : 
forêts (48,1 %), zones agricoles hétérogènes (32,1 %), prairies (16,4 %), milieux à végétation arbustive et/ou herbacée (2,8 %), espaces verts artificialisés, non agricoles (0,3 %), terres arables (0,3 %). L'évolution de l’occupation des sols de la commune et de ses infrastructures peut être observée sur les différentes représentations cartographiques du territoire : la carte de Cassini (XVIIIe siècle), la carte d'état-major (1820-1866) et les cartes ou photos aériennes de l'IGN pour la période actuelle (1950 à aujourd'hui).

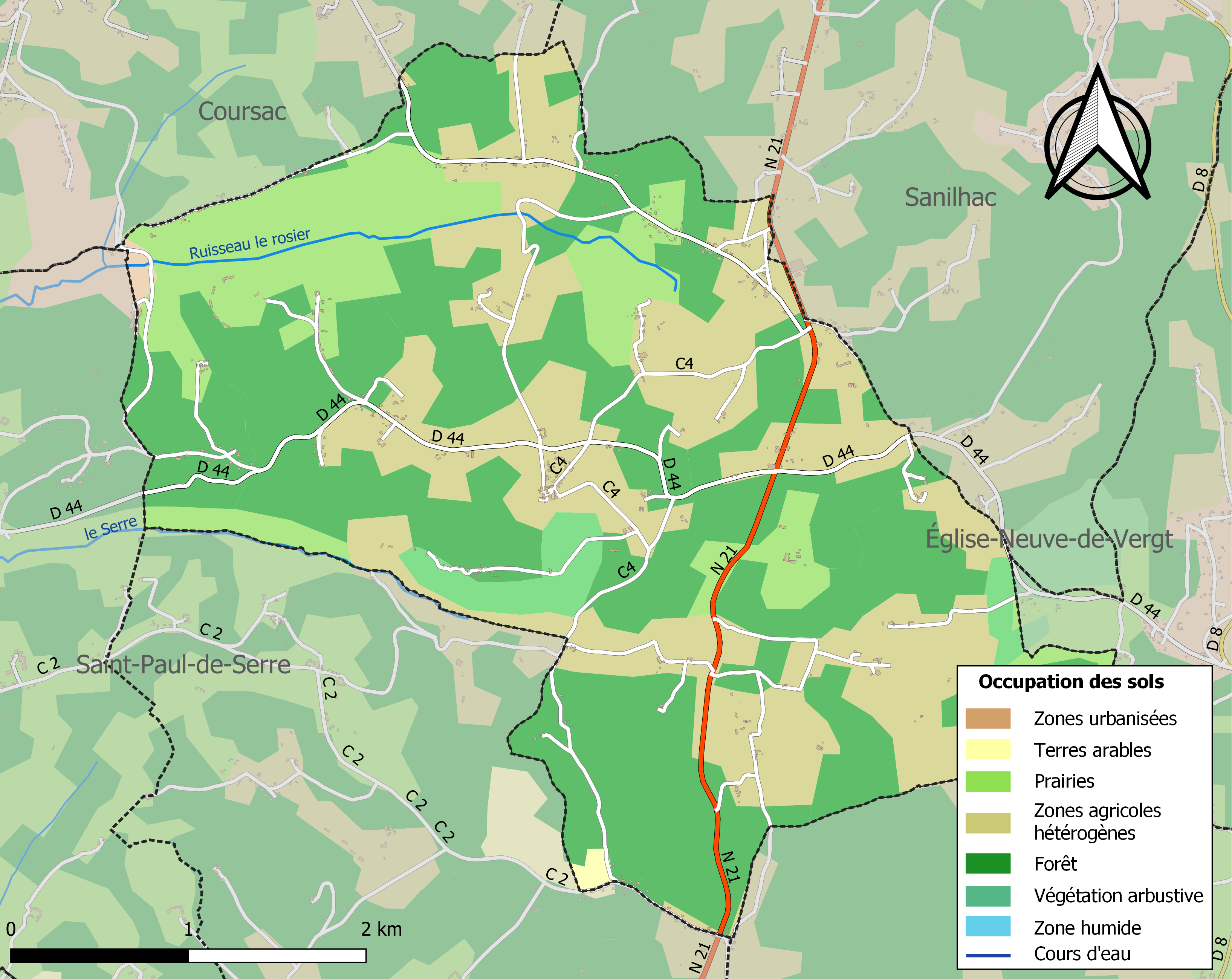
Carte des infrastructures et de l'occupation des sols de la commune en 2018 (CLC).

### Villages, hameaux et lieux-dits
Outre le bourg de Chalagnac proprement dit, la commune se compose d'autres villages ou hameaux, ainsi que de lieux-dits :
- Bas Combin
- Beau-Soleil
- les Bitarelles
- Biternat
- le Boudan
- le Boutet
- le Chabranle
- Chalusset
- Champlebout
- les Chanteloubes
- les Combettes
- Combin
- Côte Juquée
- Courbe
- le Cros
- Eyvirat
- les Gadaux
- Grand Bost
- les Granges
- Labrousse
- Lascaud
- Lavaure
- Maison-Neuve
- les Marbilies
- le Menaudou
- la Merle
- Monmaye
- les Planches
- le Puy
- Puychicout
- les Quatre Routes
- Rossignol
- Sabloux
- la Séguinie
- les Vignauds.

### Prévention des risques
Le territoire de la commune de Chalagnac est vulnérable à différents aléas naturels : météorologiques (tempête, orage, neige, grand froid, canicule ou sécheresse), feux de forêts, mouvements de terrains et séisme (sismicité très faible). Il est également exposé à un risque technologique, le transport de matières dangereuses. Un site publié par le BRGM permet d'évaluer simplement et rapidement les risques d'un bien localisé soit par son adresse soit par le numéro de sa parcelle.

#### Risques naturels
Chalagnac est exposée au risque de feu de forêt. L’arrêté préfectoral du 14 mars 2013 fixe les conditions de pratique des incinérations et de brûlage dans un objectif de réduire le risque de départs d’incendie. À ce titre, des périodes sont déterminées : interdiction totale du 15 février au 15 mai et du 15 juin au 15 octobre, utilisation réglementée du 16 mai au 14 juin et du 16 octobre au 14 février. En septembre 2020, un plan inter-départemental de protection des forêts contre les incendies (PidPFCI) a été adopté pour la période 2019-2029,.

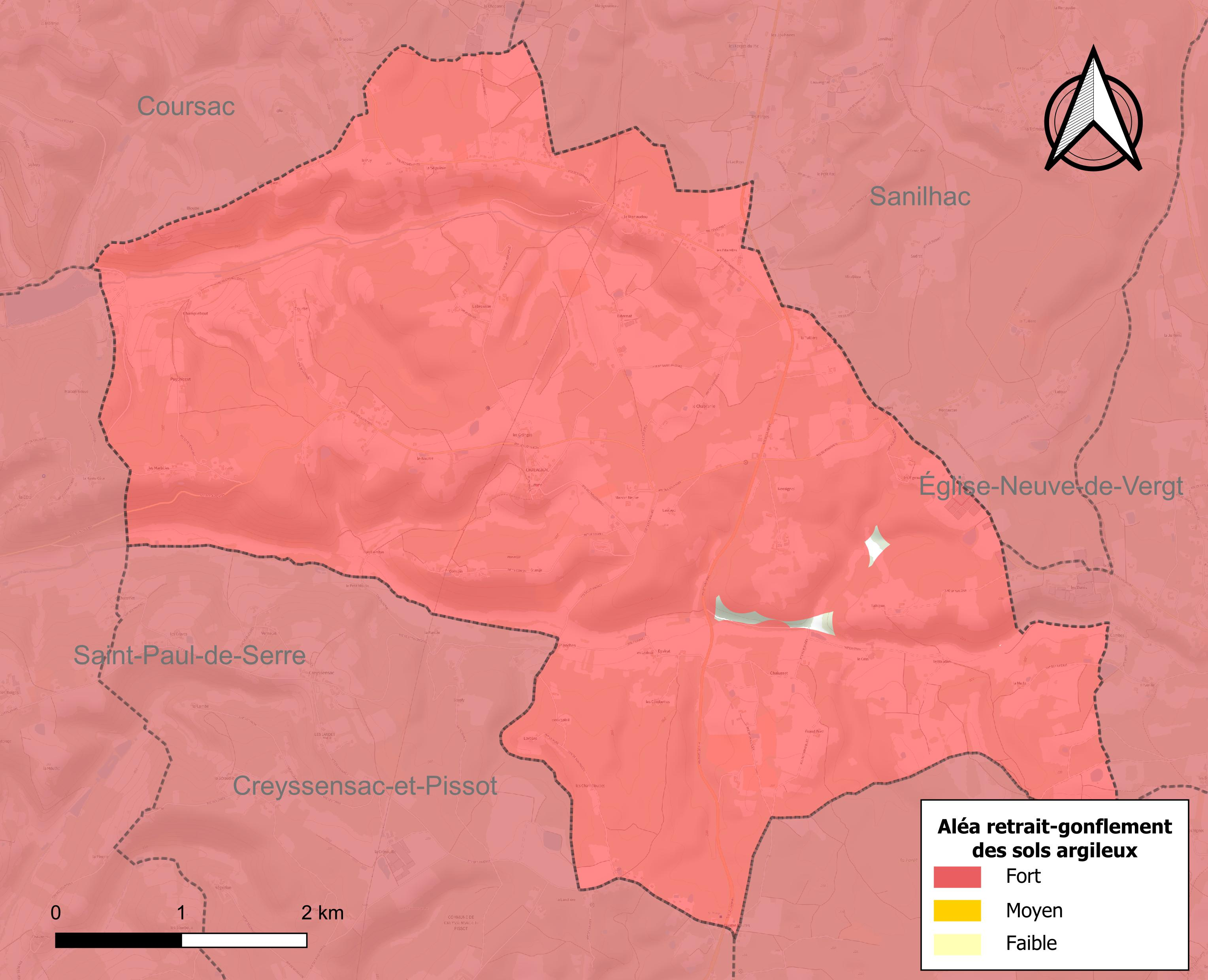
Carte des zones d'aléa retrait-gonflement des sols argileux de Chalagnac.

Les mouvements de terrains susceptibles de se produire sur la commune sont des tassements différentiels. Le retrait-gonflement des sols argileux est susceptible d'engendrer des dommages importants aux bâtiments en cas d’alternance de périodes de sécheresse et de pluie. 99,6 % de la superficie communale est en aléa moyen ou fort (58,6 % au niveau départemental et 48,5 % au niveau national métropolitain). Depuis le 1er octobre 2020, en application de la loi ÉLAN, différentes contraintes s'imposent aux vendeurs, maîtres d'ouvrages ou constructeurs de biens situés dans une zone classée en aléa moyen ou fort,.
La commune a été reconnue en état de catastrophe naturelle au titre des dommages causés par les inondations et coulées de boue survenues en 1982, 1983 et 1999, par la sécheresse en 1989, 1992, 1997, 2005 et 2011 et par des mouvements de terrain en 1999.

## Toponymie
Le nom du village provient d'un nom de personnage gallo-roman Calanus ou Calanius auquel le suffixe -acum a été apposé, indiquant le « domaine de Calanus ou de Calanius ».
En occitan, la commune porte le nom de Chalanhac.

## Histoire
La première mention écrite connue du nom du village apparaît au XIIIe siècle sous la forme latine Chalapnacum qui devient Chalanhacum au XVe siècle.
Sur la carte de Cassini représentant la France entre 1756 et 1789, le village est identifié sous le nom de Chalaignac.

## Politique et administration

### Rattachements administratifs et électoraux
Dès 1790, la commune de Chalagnac a été rattachée au canton de Vergt qui dépendait du district de Perigueux jusqu'en 1795, date de suppression des districts. En 1801, le canton, qui prend un temps le nom de canton de Saint-Jean-de-Vergt, est rattaché à l'arrondissement de Périgueux.
Dans le cadre de la réforme de 2014 définie par le décret du 21 février 2014, ce canton disparaît aux élections départementales de mars 2015. La commune est alors rattachée au canton du Périgord central, dont le territoire est partagé entre les arrondissements de Périgueux et de Bergerac.

### Intercommunalité
Fin 2001, Chalagnac intègre dès sa création la communauté de communes du Pays vernois. Celle-ci est dissoute le 31 décembre 2013 et remplacée au 1er janvier 2014 par la communauté de communes du Pays vernois et du terroir de la truffe. Elle est elle-même dissoute le 31 décembre 2016 et ses communes sont intégrées à la communauté d'agglomération Le Grand Périgueux le 1er janvier 2017.

### Administration municipale
La population de la commune étant comprise entre 100 et 499 habitants au recensement de 2017, onze conseillers municipaux ont été élus en 2020,.

### Liste des maires

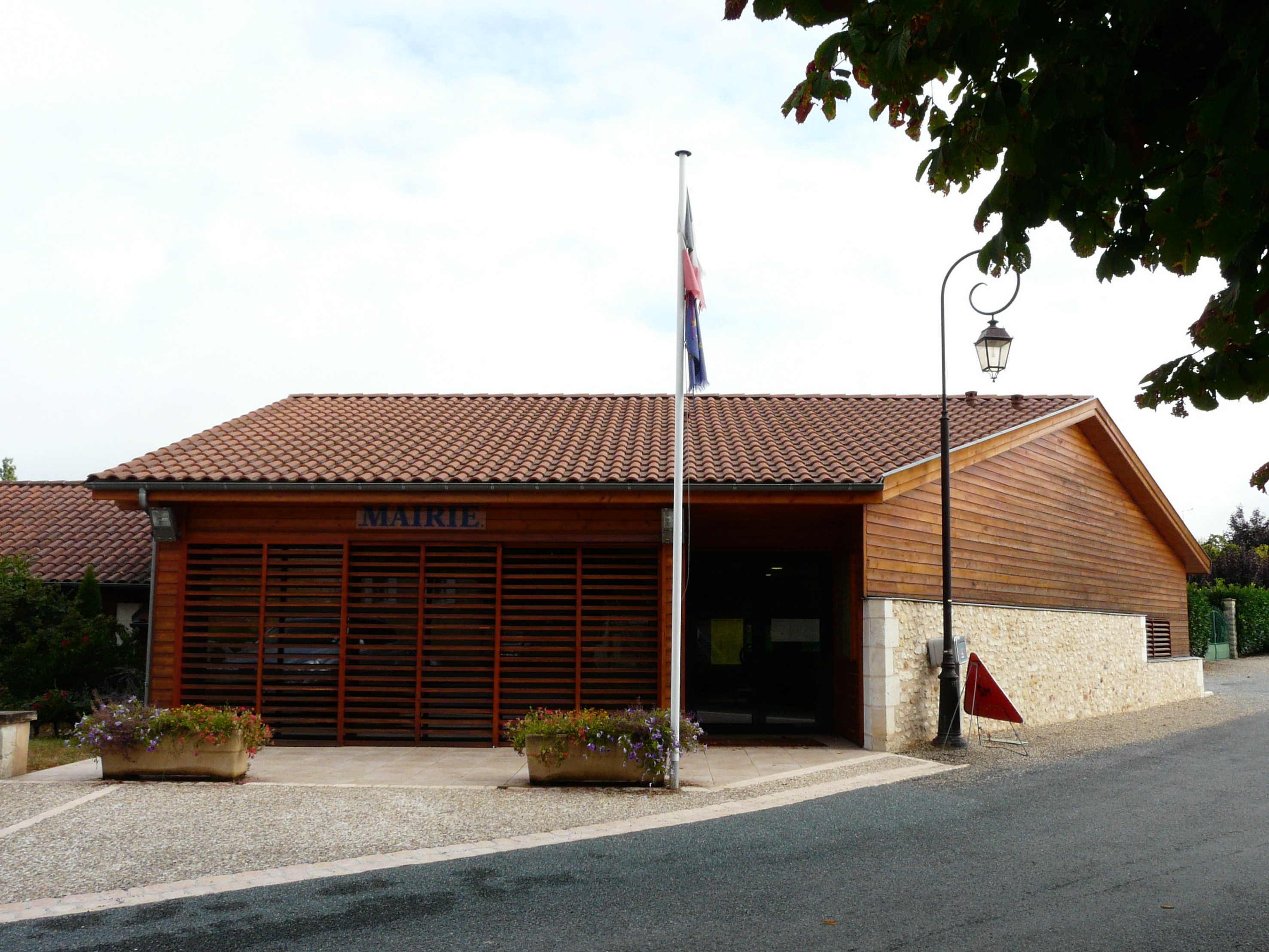
La mairie.

| Période                                  | Période      | Identité              | Étiquette | Qualité                          |
| ---------------------------------------- | ------------ | --------------------- | --------- | -------------------------------- |
| Les données manquantes sont à compléter. |              |                       |           |                                  |
|                                          |              |                       |           |                                  |
| 1885                                     | 1904         | Jean Dupérier         |           |                                  |
| 1904                                     | 1929         | Pierre Chancogne      |           |                                  |
| 1929                                     | 1945         | Jean-Baptiste Rudeaux |           |                                  |
| 1945                                     | 1956         | Louis Dumonteil       |           |                                  |
| 1956                                     | 1972         | Raoul Lagrange        |           |                                  |
| 1972                                     | 1989         | Michel Colin          |           |                                  |
| 1989                                     | 2001         | Gisèle Verger         |           | Assistante sociale à la retraite |
| 2001                                     | août 2003    | Maxime Dubost         |           |                                  |
| août 2003                                | mars 2014    | Jean Manein           | SE        | Retraité                         |
| mars 2014                                | mai 2020     | Jean-Paul Garrigue    | SE        | Retraité                         |
| mai 2020                                 | février 2021 | Charles Farge         |           |                                  |
| mars 2021                                | En cours     | Dominique Chansard    |           |                                  |

### Jumelages
Les communes du Pays vernois sont jumelées avec la ville canadienne de Saint-Jacques de Montcalm depuis 1996.

## Équipements et services publics

### Justice
Dans le domaine judiciaire, Chalagnac relève : 
- du tribunal judiciaire, du tribunal pour enfants, du conseil de prud'hommes et du tribunal de commerce de Périgueux ;
- du pôle Nationalité du tribunal judiciaire de Périgueux (compétent uniquement dans le domaine de la nationalité) ;
- de la cour d'appel, du tribunal administratif et de la  cour administrative d'appel de Bordeaux.

## Population et société

### Démographie
Les habitants de Chalagnac se nomment les Chalagnacois.
L'évolution du nombre d'habitants est connue à travers les recensements de la population effectués dans la commune depuis 1793. Pour les communes de moins de 10 000 habitants, une enquête de recensement portant sur toute la population est réalisée tous les cinq ans, les populations de référence des années intermédiaires étant quant à elles estimées par interpolation ou extrapolation. Pour la commune, le premier recensement exhaustif entrant dans le cadre du nouveau dispositif a été réalisé en 2007.

En 2022, la commune comptait 442 habitants, en évolution de +2,31 % par rapport à 2016 (Dordogne : +0,37 %, France hors Mayotte : +2,11 %).
| 1793 | 1800 | 1806 | 1821 | 1831 | 1836 | 1841 | 1846 | 1851 |
| ---- | ---- | ---- | ---- | ---- | ---- | ---- | ---- | ---- |
| 596  | 569  | 741  | 584  | 628  | 566  | 696  | 647  | 652  |

| 1856 | 1861 | 1866 | 1872 | 1876 | 1881 | 1886 | 1891 | 1896 |
| ---- | ---- | ---- | ---- | ---- | ---- | ---- | ---- | ---- |
| 620  | 650  | 593  | 609  | 574  | 540  | 533  | 511  | 503  |

| 1901 | 1906 | 1911 | 1921 | 1926 | 1931 | 1936 | 1946 | 1954 |
| ---- | ---- | ---- | ---- | ---- | ---- | ---- | ---- | ---- |
| 438  | 447  | 408  | 381  | 318  | 314  | 324  | 298  | 243  |

| 1962 | 1968 | 1975 | 1982 | 1990 | 1999 | 2006 | 2007 | 2012 |
| ---- | ---- | ---- | ---- | ---- | ---- | ---- | ---- | ---- |
| 257  | 237  | 222  | 281  | 338  | 338  | 377  | 383  | 404  |

| 2017 | 2022 | - | - | - | - | - | - | - |
| ---- | ---- | - | - | - | - | - | - | - |
| 435  | 442  | - | - | - | - | - | - | - |

## Économie

### Emploi
En 2015, parmi la population communale comprise entre 15 et 64 ans, les actifs représentent 214 personnes, soit 49,9 % de la population municipale. Le nombre de chômeurs (vingt-cinq) a augmenté par rapport à 2010 (seize) et le taux de chômage de cette population active s'établit à 11,5 %.

### Établissements
Au 31 décembre 2015, la commune compte 41 établissements, dont 21 au niveau des commerces, transports ou services, sept dans l'agriculture, la sylviculture ou la pêche, six relatifs au secteur administratif, à l'enseignement, à la santé ou à l'action sociale, quatre dans la construction, et trois dans l'industrie.

## Culture locale et patrimoine

### Lieux et monuments
- Église Saint-Saturnin[57], de styles roman et gothique[58].
- Au lieu-dit les Planches a existé une chapelle Saint-Jacques[57].
- Château de Rossignol des XVe et XVIIIe siècles où se réfugia le croquant Pierre Grellety[59].
- L'étang du Rosier, d'environ 8 hectares est situé presque entièrement sur Saint-Paul-de-Serre, et marginalement sur Chalagnac et Coursac. En 2025, Le Grand Périgueux décide d'acheter le domaine qui s'étend sur 36 hectares pour en faire un espace de biodiversité qui, sera ouvert aux enfants des écoles en semaine et à tout le monde les week-ends[60].

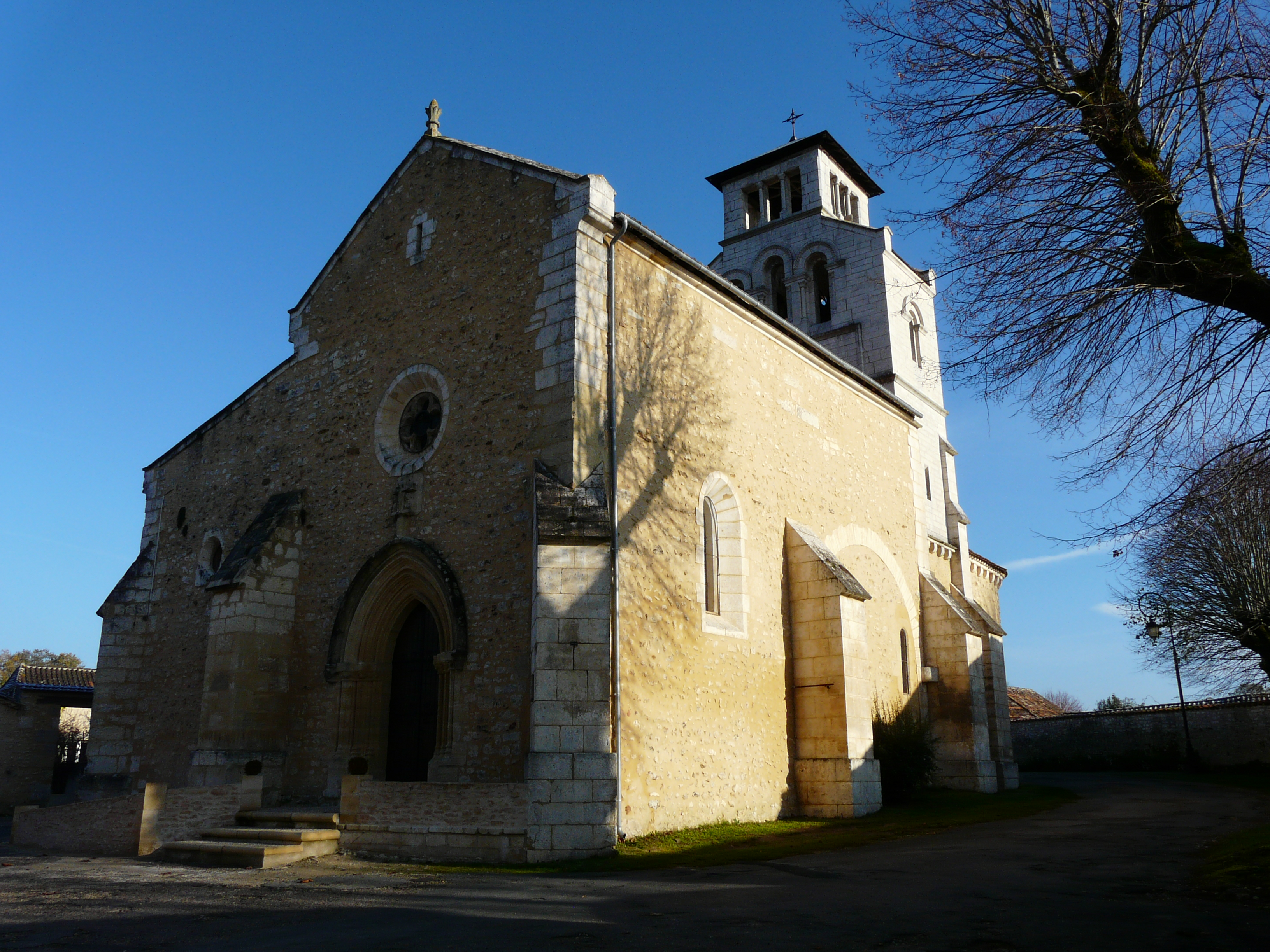
L'église Saint-Saturnin.
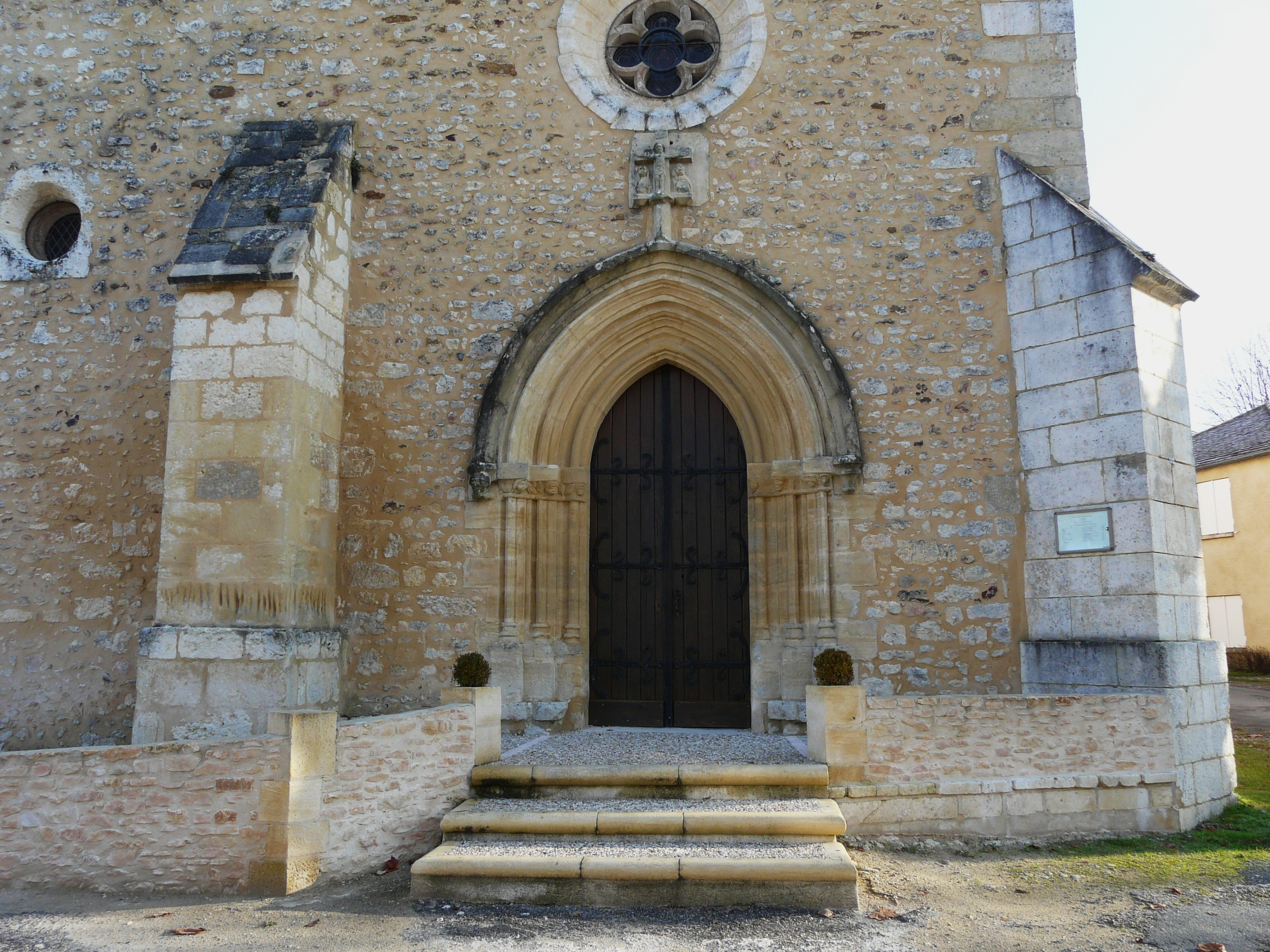
Le portail de l'église.

### Personnalités liées à la commune
- Anatole de Rouméjoux (1832-1902), président de la Société historique et archéologique du Périgord, est né au château de Rossignol, à Chalagnac.

## Pour approfondir